# 주팅 (배구 선수)
주팅(중국어: 朱婷, 병음: Zhū Tíng, 1994년 11월 29일 ~ )은 중국의 배구 선수로 포지션은 레프트이다. 현재 이탈리아 여자 프로 배구 리그 클럽인 사비노 델 베네 스칸디치 클럽과 중국 여자 배구 국가대표팀 소속으로 뛰고 있다.

## 수상 경력

### 단체 수상

#### 국가대표팀
- 중국 여자 배구 국가대표팀 (2013-)
  - 올림픽
    -  우승 (1회) : 2016

  - 세계선수권
    -  준우승 (1회) : 2014
    -  3위 (1회) : 2018

  - 월드컵
    -  우승 (2회) : 2015, 2019

  - 그랜드챔피언스컵
    -  우승 (1회) : 2017

  - 월드그랑프리
    -  준우승 (1회) : 2013

  - 네이션스리그
    -  3위 (2회) : 2018, 2019

  - 아시안 게임
    -  우승 (1회) : 2018

  - 아시아 선수권
    -  우승 (1회) : 2015

#### 개인 클럽
- 광동 에버그란데 (2012-13)
  -  FIVB 여자 배구 클럽 세계 선수권
    -  3위 (1회) : 2013
- 허난 화웨이 (2013-16)
- 바키프방크 (2016-19)
  -  FIVB 여자 배구 클럽 세계 선수권
    -  우승 (2회) : 2017, 2018
    -  3위 (1회) : 2016

  -  CEV 여자 배구 챔피언스리그
    -  우승 (2회) : 2016-17, 2017-18

  - 터키 여자 배구 리그
    - 챔피언결정전
      -  우승 (2회) : 2017-18, 2018-19
      -  3위 (1회) : 2016-17

    - 정규리그
      -  1위 (1회) : 2016-17
      -  2위 (2회) : 2017-18, 2018-19

  - 터키 여자 배구 컵
    -  우승 (1회) : 2017-18
    -  준우승 (1회) : 2016-17

  - 터키 여자 배구 수퍼컵
    -  우승 (1회) : 2017
    -  준우승 (1회) : 2018
- 톈진 보하이 은행 배구 클럽 (2019-)
  - 중국 여자 배구 리그
    -  우승 (1회) : 2019-20

### 개인 수상

#### 국가대표팀
- 중국 여자 배구 국가대표팀 (2013-)
  - 올림픽
    - MVP (1회)  : 2016
    - 베스트 아웃사이드 스파이커 (1회) : 2016

  - 세계선수권
    - 베스트 아웃사이드 스파이커 (2회) : 2014, 2018

  - 월드컵
    - MVP (2회) : 2015, 2019
    - 베스트 아웃사이드 스파이커 (1회) : 2019

  - 그랜드챔피언스컵
    - MVP (1회)  : 2017
    - 베스트 아웃사이드 스파이커 (1회) : 2017

  - 월드그랑프리
    - 베스트 아웃사이드 스파이커 (2회) : 2013, 2017

  - 네이션스리그
    - 베스트 아웃사이드 스파이커 (1회) : 2018

  - 아시아 선수권
    - MVP (1회)  : 2015
    - 베스트 아웃사이드 스파이커 (1회) : 2015
    - 베스트 스파이커 (1회) : 2013

  - 몽트뢰 발리 마스터스
    - 득점상 (1회) : 2013

#### 개인 클럽
- 광동 에버그란데 (2012-2013)
- 허난 화웨이 (2013-2016)
- 바키프방크 (2016-2019)
  -  FIVB 여자 배구 클럽 세계 선수권
    - MVP (2회)  : 2017, 2018
    - 베스트 아웃사이드 스파이커 (3회) : 2016, 2017, 2018

  -  CEV 여자 배구 챔피언스리그
    - MVP (1회)  : 2016-17
    - 베스트 아웃사이드 스파이커 (1회) : 2017-18

  - 터키 여자 배구 리그
    - MVP (2회)  : 2017-18, 2018-19
    - 베스트 아웃사이드 스파이커 (리그) (1회) : 2016-17

  - 터키 여자 배구 컵
    - MVP (1회)  : 2017
- 톈진 보하이 은행 배구 클럽 (2019-)
  - 중국 여자 배구 리그
    - MVP (1회)  : 2019-20